# Monday (canción de Imagine Dragons)
«Monday» (en español: «Lunes») es una canción de la banda estadounidense de pop rock Imagine Dragons, escrita y compuesta por la agrupación y el ex-baterista de la banda Andrew Tolman para la primer mitad de su quinto álbum de estudio, «Mercury – Act 1». El tema fue posteriormente publicitado por KIDinaKORNER e Interscope Records como un sencillo promocional el 24 de septiembre de 2021.

## Composición
En una entrevista otorgada a USA Today, el vocalista Dan Reynolds explicó el significado de la canción, como una "carta de amor" para su entonces esposa Aja Volkman:

«Esa es solo una carta de amor para mi pareja y esposa durante 10 años. Hemos pasado por muchas cosas juntos y ella es el alma de todo lo que hago. Quería crear esta canción que pudiéramos bailar y que fuera irónica. Todo comenzó con (Wayne) armando esa guitarra estilo Prince. Me encanta su descaro. Cada vez que escucho (la canción), sonrío.»

Con respecto a su creación, Reynolds explicó a Clash Magazine:

«Esta canción comenzó en la casa de mi guitarrista (Wayne Sermon) y luego realmente cobró vida en el estudio "Shangri-La" de Rick Rubin. Tenía elementos interesantes en su estado de demostración, pero Rick realmente nos animó a "ir allí". A él (Rick Rubin) le importa que el ritmo se sienta "correcto", por lo que comenzamos sumergiéndonos en el sintetizador y la batería para hacerlo bien y luego construimos a partir de ahí. Es una canción un poco irónica dirigida a mi esposa durante 10 años. Mi amor por ella y por todo lo que hemos soportado juntos».

## Video musical
El video musical de «Monday» fue lanzado el 24 de septiembre de 2021 en el canal oficial de la banda. Dirigido por Matt Eastin, se muestra a la banda disfrutando de unas vacaciones, actuando junto a una piscina y pasando el rato en conjunto. Sin embargo, en realidad se encuentran dentro de un búnker subterráneo, mientras que en el  exterior todo el mundo se desmorona, desde una pandemia hasta la caída de meteoritos.

## Presentaciones en vivo
«Monday» fue interpretada por primera vez el 28 de agosto de 2021, durante un concierto gratuito en el programa Walmart Live Homecoming, una semana antes del estreno de «Mercury – Act 1».
Asimismo, fue una de las canciones presentadas por la banda en "The Bunker", cuya transmisión se llevó a cabo el día del estreno del álbum, estuvo acompañada de otras canciones pertenecientes al álbum («Follow You», «Wrecked» y «Cutthroat») y otros sencillos exitosos («Believer» y «Radioactive»).

## Lista de canciones
| Mercury – Act 1: Edición Estándar |          |                 |          |  |
| N.º                               | Título   | Artista(s)      | Duración |  |
| 4.                                | «Monday» | Imagine Dragons | 3:07     |  |

## Créditos
Adaptados de Tidal y el booklet de «Mercury – Act 1».
Monday
- Interpretado por Imagine Dragons.
- Escrito por Dan Reynolds, Wayne Sermon, Ben McKee, Daniel Platzman, Andrew Tolman.
- Publicado por Imagine Dragons Publishing (BMI) / Universal/KIDinaKORNER, Andrew Tolman Music (BMI).
- Producido por Imagine Dragons y Goldwiing.
- Programación por Dan Reynolds y Wayne Sermon.
- Grabado por Imagine Dragons.
- Mezclado por Serban Genea.
- Ingeniería de Mezcla por John Hanes.
- Mezclado en “MixStar Studios” (Virginia Beach, Virginia).
- Masterizado por Randy Merrill en “Sterling Sound” (Nueva York).

℗ 2021 KIDinaKORNER/Interscope Records
Imagine Dragons
- Dan Reynolds: Voz.
- Wayne Sermon: Guitarra.
- Ben McKee: Bajo.
- Daniel Platzman: Batería.

## Historial de lanzamiento
| Región | Fecha                   | Formato                       | Sello discográfico              |
| ------ | ----------------------- | ----------------------------- | ------------------------------- |
| Varios | 3 de septiembre de 2021 | Descarga digital Streaming CD | KIDinaKORNER Interscope Records |